# Tylopathes hypnoides
Tylopathes hypnoides är en korallart som beskrevs av Brook 1889. Tylopathes hypnoides ingår i släktet Tylopathes och familjen Antipathidae. Inga underarter finns listade i Catalogue of Life.